# Ефект поля
Ефект поля (англ. Field Effect) — вплив зовнішнього електричного поля на електропровідність напівпровідника. В загальному випадку розглядається напівнескінченний напівпровідник, який має як мінімум одну поверхню, властивості якої і розглядаються.
Основним «дефектом» такого напівпровідника є наявність поверхні (обрив періодичності кристалічної решітки), що за умовчанням детермінує наявність поверхневих станів. Крім того, на поверхні присутні різноманітні дефекти та домішки, що також вносять свій вклад в поверхневі стани.
Основною теоретичною проблемою ефекту поля є знаходження розподілу поверхневого та внутрішнього потенціалу в напівпровіднику, особливо при прикладенні зовнішнього електричного поля.
Основною експериментальною проблемою ефекту поля була фіксація поверхневих станів при зміні зовнішніх факторів, що довгий час не давало можливості для повноцінного дослідження поверхневої провідності та практичної реалізації МДН- транзисторів. Ця проблема була розв'язана з розробкою технології пасивації кремнію на початку 60-х років 20-го століття.

## Історія проблеми
Безумовно і сама назва ефект поля, і її розвиток на першому етапі завдячує геніальній особистості Вільяму Шоклі. Очевидно, що дана проблема належить до міждисциплінарного класу, що лежить на пересіченні фундаментальної фізики та інженерії.
Вона зародилась наприкінці 20-х років 20-го століття, як прикладна реакція на стрімкий розвиток фундаментальної науки — квантової механіки. Тоді ж цілком стихійним чином, фундаментальна наука почала своє стрімке впровадження в практику, що вилилось у другій половині 20-го століття в т.з. лозунг «наука — виробнича сила технічного прогресу».
Протягом майже 80-ти років свого існування даний напрям розвитку науки переживав свої злети та падіння, проте на жодному з етапів фундаментальні дослідження не брали гори і не вказували шлях розвитку.
Слід відзначити, що сама проблеми виникла в галузі інженерії, тому пріоритет був захищений патентами в США — Лілієнфельдом, а у Великій Британії — Хейлом. Це були досить тривіальні ідеї по практичній реалізації напівпровідникового підсилювача, управління котрого здійснювалось електричним полем.
Здійснити ці ідеї на практиці спробував Шоклі наприкінці 30-х років 20-го століття. Як напівпровідник тоді використовували германій, як діелектрик — пластинки слюди, роль металічного електрода виконувала металічна пластинка або металізоване покриття пластинки слюди. Звичайно Шоклі отримав модуляцію провідності поверхні германія, проте ефект був незначним. Більше того, досить нестабільним в часі, що не дозволяло впровадження його в серійне виробництво.
Тільки в другій половині 40-х років 20-го століття, стало зрозумілим, що основним дестабілізуючим фактором були т.з. поверхневі стани в напівпровіднику. Та і сам вибір напівпровідника (германій) був не найкращим (навіть сьогодні практично відсутня технологія виготовлення МДН- структур на германії!).
Першим помітив домінуючу роль поверхневих станів в напівпровіднику Бардін, котрий потім разом з Браттейном відкрив т.з. біполярний ефект. Тут необхідно відзначити, що на той час ще не існувало теорії випрямляючих переходів в напівпровіднику (щоб потім не писали вітчизняні спеціалісти в галузі напівпровідників) і тому навіть сам процес випрямлення приписувався поверхневим станам.
Розміщуючи досить близько точкові контакти майбутніх еміттера та коллектора Бардін, разом з Браттейном і «відкрили» біполярний ефект, а по суті вперше запропонували практичну реалізацію біполярного транзистора на точкових контактах. Очевидно, що на той час ніякої теорії звичайно не було, і тому міфічна взаємодія контактів емітера та колектора (чим ближче розташовані, тим сильніше підсилення) і сприймалась на той час, як фізичне явище (ефект), теорія котрого як сподівались тоді буде розроблена пізніше.
Сама назва ефект поля появилась вперше в роботі Шоклі та Пірсона, в якій експериментально було доказано існування поверхневих станів в напівпровіднику. Роль Шоклі на цьому етапі була незначна, оскільки він зазнав розчарування, викликаного неможливістю на той час реалізації ефекту поля. Проте «відкриття» біполярного ефекту стимулювало Шоклі на фундаментальні дослідження спершу точкового переходу, потім сплавного переходу і, нарешті всім відомого p- n -переходу, що з часом і вилилось в теорію p- n -переходу Шоклі, а потім і в теорію біполярного транзистора, що базувалася на понятті квазірівня Фермі.
З появою напівпровідникових переходів та біполярних транзисторів розпочалася нова технологічна ера обробки напівпровідників, спершу германію, а потім і кремнію. Відпрацьовувалися інженерні методи вирощування кристалів та технології розрізання пластин з наступним їх шліфуванням. Більше того, розроблювалися методи дифузії та епітаксії домішок шляхом фотолітографії і т.і. І тільки на кінець 50-х років 20-го століття рівень розвитку технологій досяг зрілості, і шляхом розробки технології пасивації поверхні кремнію Аталлою та Кангом нарешті була створена МДН- структура на кремнії з більш- менш стабільними характеристиками.
Пасивація поверхні кремнію стабілізувала поверхневі стани і стала можлива практична реалізація МДН- транзисторів. Перші феноменологічні моделі МДН- тразисторів появились в піонерських працях Хофштейна, Хеймана, Іхантоли та Молла. Проте, основна фундаментальна праця по створенню теорії МДН- транзистора, що базується на фундаментальних принципах поверхневої провідності була створена в 1964 році учнем Шоклі — Са.

## Розв'язок рівняння Пуасона на поверхні напівпровідника

### Основні припущення теорії поверхні
При теоретичному дослідженні ходу потенціалу та розподілу зарядів в напівпровіднику вводяться такі припущення:
1. Напівпровідник легований однорідно і має нескінченну товщину. Друга частина цього припущення виконується для кристалів, товщина яких перевищує декілька десятих міліметра.
Умова однорідного легування не завжди виконується на практиці внаслідок перерозподілу домішок при окисленні поверхні.
Це необхідно враховувати при дослідженні режиму плоских зон. В режимах акумуляції та інверсії цим ефектом можна знехтувати.
2. Напівпровідник є невиродженим. В цьому випадку можна використовувати статистику Максвелла-Больцмана. На практиці в режимах акумуляції та інверсії рівень Фермі може підходити близько до країв зон, що приводить до необхідності використання статистики Фермі- Дірака, що суттєво ускладнює обчислення. Для спрощення розглядають випадок, коли рівень Фермі знаходиться на декілька {\displaystyle kT} нижче/вижче краю якоїсь зони.
3. Струм через окисел, що знаходиться на поверхні напівпровідника, відсутній. Це припущення означає, що система є рівноважна і тому можна користуватися поняття рівня Фермі. Пізніше при розгляді буде введений квазірівень Фермі, що дозволить врахувати нерівноважні процеси та використати отримані результати при моделюванні МДН-транзисторів.
4. Густина зарядів, локалізованих на поверхні напівпровідника та в об'ємі діелектрика, не залежить від прикладеної напруги (електричного поля). На поверхні кремнію, для якої прийняті перестороги по зменшенню та стабілізації поверхневих ефектів, ці умови виконуються.
5. Ефекти, обумовлені наявністю сильного електричного поля в напівпровіднику, не враховуються. В загальному випадку зміна потенціалу з віддаллю від поверхні може бути дуже швидкою (при сильній інверсії), тому використання звичайних напівкласичних методів розв'язку (наприклад, використання рівняння Пуассона) вимагають обґрунтування.

### Заряди та потенціали на поверхні напівпровідника
Розглянемо напівпровідник {\displaystyle p-} типу. Густина зарядів в напівпровіднику {\displaystyle \rho (x)} визначається сумою зарядів електронів ({\displaystyle n}), дірок ({\displaystyle p}) та домішок ({\displaystyle N}):
{\displaystyle \rho (x)=q(-n+p+N)\ }. (1)
У випадку невиродженого напівпровідника
{\displaystyle n=n_{i}\exp[-\beta (\phi _{F}-\phi )]\ } (2a)
{\displaystyle p=n_{i}\exp[\beta (\phi _{F}-\phi )]\ }, (2b)
де {\displaystyle \beta =q/kT-} обернений температурний потенціал, {\displaystyle n_{i}-} концентрація носіїв у власному напівпровіднику. Оскільки при {\displaystyle x\to \infty } та {\displaystyle \rho (x)\to 0}, а {\displaystyle \phi \to 0}, тому з (1) та (2) випливає, що
{\displaystyle N=-2n_{i}{\mbox{sh}}(\beta \phi _{F})\ }. (3)
Підстановка (2) та (3) в (1) дає:
{\displaystyle \rho (x)=2qn_{i}[{\mbox{sh}}\beta (\phi _{F}-\phi )-{\mbox{sh}}\beta \phi _{F}]\ } (4)
а одновимірне рівняння Пуассона запишеться у вигляді:
{\displaystyle {\frac {du}{dx}}=-{\frac {d^{2}\phi }{dx^{2}}}[{\mbox{sh}}\beta (\phi _{F}-\phi )-{\mbox{sh}}\beta \phi _{F}]\ ,}
де {\displaystyle \epsilon _{s}-} діелектрична проникність напівпровідника. В компактнішій формі це рівняння буде:
{\displaystyle {\frac {d^{2}u}{dx^{2}}}={\frac {1}{L_{D}^{2}}}[{\mbox{sh}}u_{F}-{\mbox{sh}}(u_{F}-u)],} (5)
де {\displaystyle L_{D}={\sqrt {\frac {\epsilon _{s}}{2\beta qn_{i}}}}-\ } дебаївська довжина екранування у власному напівпровіднику, {\displaystyle u_{F}=\beta \phi _{F},u=\beta \phi -} безрозмірні потенціали.
Інтегруючи (5) від {\displaystyle x} до {\displaystyle x=\infty } та враховуючи, що при {\displaystyle x=\infty }, {\displaystyle u=0} та {\displaystyle {\frac {du}{dx}}=0}, знаходимо:
{\displaystyle {\frac {du}{dx}}=\pm {\frac {\sqrt {2}}{L_{D}}}[u{\mbox{sh}}u_{F}-{\mbox{ch}}(u_{F}-u)-{\mbox{ch}}u_{F}]^{1/2},} (6)
де знак «+» береться при {\displaystyle u<0}. Таким чином, величина електричного поля на поверхні напівпровідника буде:
{\displaystyle E_{s}=-{\frac {1}{\beta }}({\frac {du}{dx}})_{s}=\pm {\frac {\sqrt {2}}{\beta L_{D}}}[u_{s}{\mbox{sh}}u_{F}-{\mbox{ch}}(u_{F}-u_{s})-{\mbox{ch}}u_{F}],} (7)
Повний заряд на одиницю поверхні напівпровідника може бути знайдений із останнього рівняння шляхом використання теореми Гауса:
{\displaystyle Q_{s}=-\epsilon _{s}E_{s}=-{\frac {1}{\beta }}({\frac {du}{dx}})_{s}=\pm {\frac {\sqrt {2}}{\beta L_{D}}}[u_{s}{\mbox{sh}}u_{F}-{\mbox{ch}}(u_{F}-u_{s})-{\mbox{ch}}u_{F}],} (8)
Для знаходження залежності {\displaystyle \rho (x)} необхідно проінтегрувати (6) від {\displaystyle x=0} до {\displaystyle x}:
{\displaystyle x=\pm \int _{u_{s}}^{u}{\frac {L_{D}}{{\sqrt {2}}[u{\mbox{sh}}u_{F}+{\mbox{ch}}(u_{F}-u)-{\mbox{ch}}u_{F}]^{1/2}}}\,du} (9)
що в загальному випадку можна зробити чисельними методами. Підстановка (9) в (4) дає можливість визначення залежності {\displaystyle \rho (x)} для заданих значень {\displaystyle \phi _{s}} та {\displaystyle \phi _{F}}.
У випадку власного напівпровідника ({\displaystyle u_{F}=0}) розв'язок (9) знаходиться в аналітичному вигляді. Рівняння (9) при цьому переходить в
{\displaystyle x=\pm \int _{u_{s}}^{u}{\frac {L_{D}}{{\sqrt {2}}({\mbox{ch}}u-1)}}\,du=\pm \int _{u_{s}}^{u}{\frac {L_{D}}{2}}{\mbox{csch}}(u/2)\,du}
звідки знаходимо:
{\displaystyle {\frac {x}{L_{D}}}=|\ln[|{\mbox{th}}(u/4)|]-\ln[|{\mbox{th}}(u_{s}/4)|]|,} (10)
а із (4) та (8) знаходимо:
{\displaystyle \rho (x)=-2qn_{i}{\mbox{sh}}u\ } (11)
{\displaystyle Q_{s}=-4qL_{D}n_{i}{\mbox{sh}}(u_{s}/2).\ } (12)
Інтегруючи (11) та використовуючи (5), можна знайти вираз для повного заряду на одиницю поверхні:
{\displaystyle Q=\int _{0}^{x}\rho (x)\,dx=4L_{D}n_{i}q[{\mbox{sh}}(u/2)-{\mbox{sh}}(u_{s}/2)].} (13)
Розділивши (13) на (12), знаходимо:
{\displaystyle {\frac {Q}{Q_{s}}}=1-{\frac {{\mbox{sh}}(u/2)}{{\mbox{sh}}(u_{s}/2)}}.}
Це співвідношення визначає відносну величину заряду, який зосереджений в шарі від {\displaystyle x=0} до {\displaystyle x}, де потенціал рівний {\displaystyle u}.
За допомогою (10) величина {\displaystyle Q/Q_{s}} виражається в явному вигляді через відношення {\displaystyle x/L_{D}}.
Інший випадок, що допускає аналітичний розв'язок рівняння (9) — випадок сильної інверсії на поверхні напівпровідника:
{\displaystyle |{\mbox{ch}}(u_{F}-u)|\gg |u{\mbox{sh}}u_{F}|.} (14)
Тут в підкореневому виразі рівняння (9) враховується тільки середній член, так що інтегрування дає:
{\displaystyle x=2L_{D}e^{|u_{F}/2|}(e^{-|u/2|}-e^{-|u_{s}/2|}).} (15)
Аналогічним чином із (4) знаходимо:
{\displaystyle \rho (x)=-{\frac {u}{|u|}}qn_{i}e^{|u-u_{F}|},}
або виключаючи {\displaystyle u} за допомогою (15),
{\displaystyle \rho (x)=-{\frac {u}{|u|}}qn_{i}({\frac {x}{2L_{D}}}+e^{-|u_{s}-u|/2})^{-2}.} (16)
Необхідно відзначити, що область використання (16) достатньо вузька, оскільки величина {\displaystyle u} не повинна бути занадто великою, щоб виконувалось припущення про відсутність виродження, і в той же час вона не повинна бути малою для виконання умови (14).

### Заряд інверсного шару та ефективна товщина збідненої області
Повний заряд у напівпровіднику {\displaystyle Q_{s}} створюється електронами, дірками та іонізованими домішками. Заряд електронів {\displaystyle Q_{n}} в інверсному шарі можна отримати інтегруванням величини {\displaystyle qn} від {\displaystyle x=0} до {\displaystyle x_{i}}, де {\displaystyle W_{F}=W_{i}}:
{\displaystyle Q_{n}=q\int _{0}^{x_{i}}n\,dx}.
Змінивши змінну інтегрування за допомогою (2) знаходимо:
{\displaystyle Q_{n}=-q\int _{u_{s}}^{u_{F}}{\frac {n_{i}e^{-(u_{F}-u)}}{du/dx}}\,du={\frac {qn_{i}L_{D}}{\sqrt {2}}}\int _{u_{s}}^{u_{F}}{\frac {e^{u-u_{F}}}{\sqrt {u{\mbox{sh}}u_{F}+{\mbox{ch}}(u_{F}-u)-{\mbox{ch}}u_{F}}}}\,du}. (17)
Необхідно відзначити, що тут необхідно використовувати статистику Фермі- Дірака (статистика Максвелла- Больцмана дає завищені результати), коли рівень Фермі близький до зони провідності, або знаходиться в її середині.
Евективна товщина збідненої області {\displaystyle x_{d}} визначається з рівняння
{\displaystyle Q_{s}=Q_{n}+qNx_{d}.\ }
Тут припускається, що при {\displaystyle x>x_{d}} густина об'ємного заряду рівна нулю, а при {\displaystyle x<x_{d}} маємо {\displaystyle \rho =qN}.
Коли заряд інверсного шару малий у порівнянні із зарядом збідненої області, {\displaystyle x_{d}\approx Q_{s}/qN}, а у випадку сильної інверсії величина {\displaystyle x_{d}} стає практично незалежною від {\displaystyle Q_{s}}, і наближується до граничного значення {\displaystyle x_{dm}}:
{\displaystyle x_{dm}=-{\sqrt {\frac {4\phi _{F}\epsilon _{s}}{qN}}}\approx {\sqrt {{\frac {4\epsilon _{s}}{q|N|\beta }}\ln |{\frac {N}{n_{i}}}|}}} (18)
Для кремнію при кімнатній температурі в діапазоні концентрацій домішок {\displaystyle N=10^{12}-10^{16}cm^{-3}} можна користуватися наступним наближеним співвідношенням:
{\displaystyle x_{dm}(\mu m)={\sqrt {\frac {10^{13}}{|N|}}}.} (19)

## Експериментальні методи дослідження поверхні напівпровідника

### МДН- структура
МДН- структура — це плоска тришарова структура, що складається з тонкого шару металу, трохи товщого шару діалектрика та товстого шару напівпровідника (метал- діелектрик/окисел- напівпровідник).
У вільній Природі не зустрічається. Звідси витоки деякої зневаги, як до самої МДН_ структури та ефекта поля, пов'язані зі штучністю самої структури та явищ, що в ній спостерігаються.
Насправді МДН- структура є ідеальний фізичний об'єкт (хоч і штучний), в якому легко реалізується однорідність електричного поля (в атомах реалізується ідеальна ізотропність!). Звідси також випливає її ідеальність для дослідження ефекта поля на поверхні напівпровідника, і всіх тих попутніх явищ (класичних та квантових), що пов'язані з цим ефектом.
Вперше МДН- структура була отримана на практиці в 1960 році після успішної реалізації технології пасивації кремнію Кангом та Аталлою. В рамках цієї технології МДН- структура створювалась в одному технологічному процесі: спершу поверхня кремнію окислювалась, а потім уже на окисел напилювалась металізація. Завдяки єдиному процесу, металічний електрод практично був еквідистантний поверхні розділу окисел — кремній, що забезпечувало однорідність електричного поля на всій площі МДН- структури. На основі цих МДН- структур були виготовлені перші МДН- транзистори.
Слід відзначити, що тривіальне врахування статистики Фермі- Дірака замість Максвелла- Больцмана не виводить теорію за межі напівкласичного підходу. Більше того, навіть врахування т.з. трикутної потенційної ями на поверхні напівпровідника, що приводить до появи дискретних рівнів енергії у зоні провідності (валентній зоні) також не виводить за вказані межі.
Основною особливістю МДН- структури є те, що на поверхні розділу діелектрик- напівпровідних індукується p- n — перехід, в якому носії заряду мають властивості двовимірної (2D-) системи, поведінка якої до сих пір практично не вивчена. Звідси і т.з. «несподіванка» з відкриттям квантового ефекту Хола, плоского атому і т.і.

### Поверхнева провідність МДН- структури
Якщо на поверхні напівпровідника в МДН- структурі створені омічні контакти, то вимірюючи провідність між ними в залежності від напруги зміщення, можна отримати ряд корисних відомостей про властивості поверхні. Цей метод дослідження був використаний в класичних експериментах Шоклі та Пірсоена.
Найпростіший шлях обчислення поверхневої провідності полягає в знаходженні надлишкової поверхневої густини електронів та дірок {\displaystyle \Delta n} і {\displaystyle \Delta p} в функції поверхневого потенціалу. Позначаючи через {\displaystyle n_{0}} та {\displaystyle p_{0}} густини носіїв заряду у випадку плоских зон {\displaystyle (u=0)}, можна записати:
{\displaystyle \Delta p=\int _{0}^{\infty }(p-p_{0})\,dx;\Delta n=\int _{0}^{\infty }(n-n_{0}\,dx;}
де
{\displaystyle p_{0}=n_{i}e^{u_{F}};p=n_{i}e^{u_{F}-u)};n_{0}=n_{i}e^{-u_{F}};n=n_{i}e^{u-u_{F}}\ }
або
{\displaystyle \Delta p=\int _{u_{s}}^{0}{\frac {n_{i}e^{u_{F}}(e^{-u}-1)}{du/dx}}\,du;\Delta n=-\int _{u_{s}}^{0}{\frac {n_{i}e^{-u_{F}}(e^{u}-1)}{du/dx}}\,du;}
Тут вираз для {\displaystyle du/dx} був представлений формулою (6). Якщо припустити, що носії заряду не захоплються поверхневими пастками, тоді зміна поверхневої провідності буде виражена як:
{\displaystyle \Delta \sigma =q(\Delta n\mu _{n}^{*}+\Delta p\mu _{p}^{*})=-qn_{i}\int _{u_{s}}^{0}{\frac {\mu _{n}^{*}e^{-u_{F}}(e^{u}-1)-\mu _{p}^{*}e^{u_{F}}(e^{-u}-1)}{du/dx}}\,du}
де {\displaystyle \mu _{n}^{*}} та {\displaystyle \mu _{p}^{*}} — ефективні рухливості носіїв заряду, які залежать в загальному випадку від {\displaystyle u_{s}}.
Залежність {\displaystyle \Delta \sigma (u_{s})} для Si та Ge була обчислена рядом авторів. Тут лише варто уваги те, що величина {\displaystyle \Delta \sigma } для легованого напівпровідника {\displaystyle (|u_{F}|\gg 1),} має мінімум при
{\displaystyle u_{s}\approx 2u_{F}+\ln {\frac {\mu _{p}^{*}}{\mu _{n}^{*}}}.}
Графічне представлення цієї залежності проводять для випадку {\displaystyle \mu _{p}=\mu _{n}=\mu ^{*}=const(u_{s})}. Тут ріст провідності при {\displaystyle u<0} відповідає «режиму акумуляції», при {\displaystyle u>0} з віддаленням рівня Фермі від верху валентної зони, коли провідність падає, а потім знову різко зростає за рахунок утворення інверсного шару.
Якщо використати випрямляючі контакти при вимірюванні провідності, тоді величина {\displaystyle \Delta \sigma } визначається носіями заряду одного типу. Тому в підінтегральних виразах слід брати тільки один із складових.
Дослідженню ефективної рухливості {\displaystyle \mu ^{*}} носіїв заряду в приповерхневих шарах напівпровідника присвячено багато теоретичних та експериментальних праць.
Дж. Шріффером була розвинута класична теорія поверхневої рухливості, з якої випливає, що за рахунок додаткового розсіювання носіїв на границі розділу діелектрик- напівпровідник та впливу електричного поля величина {\displaystyle \mu ^{*}} падає з ростом поверхневого потенціалу і завжди залишається меншою від рухливості в об'ємі напівпровідника.
Потім теорія Шріффера була вдосконалена шляхом введення в розгляд анізотропії кристалу, дзеркального відображення носіїв від поверхні та ряду інших ефектів, проте результати розрахунків погано збігаються з експериментальними даними.
Основна причина цих розходжень полягає в тому, що класичний підхід до проблеми поверхні не є справедливий, оскільки тут ми маємо малу товщину шару, в якому рухаються носії заряду. Ця товщина є величина одного порядку з довжиною хвилі де Бройля і тому наявність сильного електричного поля приводить до появи квантових явищ.
Чисельні експерименти по дослідженню поверхневої рухливості, в яких особлива увага приділялась стабільності та відтворюваності результатів, показали що в інверсних шарах значення {\displaystyle \mu _{n}^{*}} та {\displaystyle \mu _{p}^{*}} приблизно вдвічі менше ніж в об'ємі напівпровідника і не залежать від електричного поля.
Поверхнева рухливість основних носіїв, яка вивчалась на МДН- структурах в режимі акумуляції, дещо перевищує рухливість в інверсних шарах. При збільшенні електричного поля значення {\displaystyle \mu ^{*}} падають повільніше, ніж передбачає теорія.